# Брус (река)
Брус (укр. Брус) — левый приток Турчанки, протекающий по Корюковскому району (Черниговская область, Украина).

## География
Длина — 15 км, 11 км.
Русло кроме верхнего течения выпрямлено в канал (канализировано), шириной 6—8 м и глубиной 1,5—2 м. Примыкают к каналы, в среднем течении сообщается каналом с рекой Березовка. Нет прудов. Пойма очагами занята заболоченными участками с тростниковой растительностью, в верхнем течении — лесом (доминирование сосны и берёзы).
Река берёт начало на северной окраине села Лебедье (Корюковский район). Река течёт на запад (с южными и северным уклоном), северо-восток. Впадает в Турчанку восточнее села Туровка (Корюковский район).
Притоки: (от истока к устью) нет крупных
Населённые пункты на реке: (от истока к устью)
1. Лебедье